# Филип Джорджевич
Филип Джорджевич (серб. Filip Đorđević / Филип Ђорђевић, нар. 28 вересня 1987, Белград) — сербський футболіст, нападник клубу «К'єво» та національної збірної Сербії.

## Клубна кар'єра
Народився 28 вересня 1987 року в місті Белград. Вихованець футбольної школи клубу «Црвена Звезда». За основний склад клубу дебютував у сезоні 2005/06? в якому став з командою переможцем останнього чемпіонату та кубку Сербії і Чорногорії. Наступний сезон форвард провів, виступаючи на правах оренди за белградський «Рад у Першій лізі, де забив 16 голів у 35 матчах і став найкращим бомбардиром Першої ліги. 
У першій половині сезону 2007/08 зіграв за «Црвену Звезду» 7 матчів, після чого був відданий в оренду французькому клубу «Нант», що виступав у Лізі 2. Нападник вперше зіграв за французький клуб 11 січня 2008 року в матчі Ліги 2 проти «Шатору» (2:1), замінивши Лоїка Гійона на 62-й хвилині зустрічі. 11 лютого Джорджевич забив перший гол за нову команду, вразивши ворота Стіва Елана з Бреста» (2:1). За підсумками сезону «Нант» зайняв друге місце в Лізі 2 і вийшов у найсильнішу лігу Франції, а на рахунку сербського футболіста було 7 забитих м'ячів у 18 матчах. Влітку 2008 року Джорджевич підписав повноцінний контракт з «Нантом».
У матчі проти «Осера», що відбувся 9 серпня 2008 року, форвард дебютував у Лізі 1. Він замінив Орельяна Капу у перерві зустрічі. Гол, забитий у ворота «Гавра» 29 листопада 2008 року, став для Джорджевича першим в Лізі 1. Всього в сезоні Джорджевич зіграв 19 матчів і забив 2 голи, а його команда знову вибула в Лігу 2, де нападник виступав до закінчення сезону 2012/13, коли забив 20 м'ячів у 34 матчах чемпіонату. Цей результат дозволив сербу зайняти друге місце в списку бомбардирів турніру після Мустафи Ятабаре з «Генгама»), а «Нанту» посісти третє місце і повернутися в Лігу 1. 
Після повернення у вищий дивізіон Филип забив у перших 12 матчах 7 голів, змагаючись за перше місце в списку бомбардира з Радамелем Фалькао і Златаном Ібрагімовичем. 19 березня 2014 року стало відомо про попередню домовленість Джорджевича з клубом італійської Серії А «Лаціо», в який і перейшов 1 липня 2014 року після закінчення контракту з «Нантом». Перші голи за «Лаціо» сербський форвард забив 29 вересня 2014 року відразу відзначившись хет-триком у переможному матчі над «Палермо» (4:0). Утім стати основним нападником римської команди не зміг, а поступово почав отримувати все менше ігрового часу, а в останній рік контракту з «Лаціо» взагалі не провів жодної гри за основну команду клубу.
Влітку 2018 року, залишивши «Лаціо», відразу ж на правах вільного агента уклав контракт з клубом «К'єво».

## Виступи за збірні
Протягом 2008–2009 років залучався до складу молодіжної збірної Сербії. На молодіжному рівні зіграв у 14 офіційних матчах, забив 8 голів.
14 листопада 2012 року дебютував в офіційних матчах у складі національної збірної Сербії в товариському матчі проти збірної Чилі, замінивши в перерві зустрічі Марко Шчеповича. За другий тайм Джорджевич забив гол у ворота суперників і зробив гольову передачу на Филипа Джуричича. 
Протягом трьох років провів у формі головної команди країни 14 матчів, забивши 4 голи, після чого до її лав не викликався.
| Дата       | Місто        | Господарі | Результат | Гості              | Турнір            | Голи | Примітки |
| ---------- | ------------ | --------- | --------- | ------------------ | ----------------- | ---- | -------- |
| 14-11-2012 | Санкт-Галлен | Чилі      | 1 – 3     | Сербія             | товариський матч  | 1    | 46'      |
| 06-02-2013 | Нікосія      | Кіпр      | 1 – 3     | Сербія             | товариський матч  | -    | 46'      |
| 22-03-2013 | Загреб       | Хорватія  | 2 – 0     | Сербія             | Відбір до ЧС 2014 | -    | 9'       |
| 26-03-2013 | Новий Сад    | Сербія    | 2 – 0     | Шотландія          | Відбір до ЧС 2014 | -    | 69'      |
| 10-09-2013 | Кардіфф      | Уельс     | 0 – 3     | Сербія             | Відбір до ЧС 2014 | 1    |          |
| 11-10-2013 | Новий Сад    | Сербія    | 2 – 0     | Японія             | товариський матч  | -    | 59'      |
| 15-10-2013 | Ягодина      | Сербія    | 5 – 1     | Північна Македонія | Відбір до ЧС 2014 | -    | 61'      |
| 15-11-2013 | Дубай        | Росія     | 1 – 1     | Сербія             | товариський матч  | 1    | 63'      |
| 05-03-2014 | Дублін       | Ірландія  | 1 – 2     | Сербія             | товариський матч  | 1    | 86'      |
| 26-05-2014 | Гаррісон     | Сербія    | 2 – 1     | Ямайка             | товариський матч  | -    | 69'      |
| 01-06-2014 | Бриджв'ю     | Панама    | 1 – 1     | Сербія             | товариський матч  | -    | 66'      |
| 06-06-2014 | Сан-Паулу    | Бразилія  | 1 – 0     | Сербія             | товариський матч  | -    | 81'      |
| 07-09-2014 | Белград      | Сербія    | 1 – 1     | Франція            | товариський матч  | -    | 75'      |
| 11-10-2014 | Єреван       | Вірменія  | 1 – 1     | Сербія             | Відбір до ЧЄ 2016 | -    | 71'      |
| Усього     |              | Матчів    | 14        |                    | Голів             | 4    |          |

## Титули і досягнення
- Чемпіон Сербії і Чорногорії (1):

«Црвена Звезда»:  2005–06
- Чемпіон Сербії (1):

«Црвена Звезда»:  2006–07
- Володар Кубка Сербії (1):

«Црвена Звезда»:  2006–07
- Найкращий бомбардир Першої ліги Сербії: 2006/07 (16 голів)